# Илин-Бильлях
Илин-Бильлях (устар. Илин-Биллээх, Илин-Биллях) — река в Якутии, правый приток Яны. Образуется слиянием рек Кириепестях и Тойон-Уялахтан-Тардар. Впадает в Яну в 774 км от её устья, в 6 км от села Столбы. Длина реки составляет 62 км.
Протекает по Верхоянскому улусу в северном, затем в западном направлении, и перед впадением в Яну вновь в северном. По всему протяжению реки проведена граница между Янским и Столбинским наслегами.
Русло меандрировано в нижнем течении.

## Притоки
Объекты перечислены по порядку от устья к истоку:
- 24 км: Арбай (лв)
- 28 км: Бадай (лв)
- Даркылах[6][7] (пр)
- 38 км: Солурдах[3][8] (устар. Солуурдаах)[4] (пр)
- Хахсынга-Мунгура[3][9] (пр)
- Майы-Мунгура-Юрюе[3][10] (пр)
- 56 км: Туора-Юрях[7][11] (устар. Туора-Юрэх)[4] (лв)
- Уэлес-Мунгура[3][12] (пр)
- 62 км: Кириепестях[3][13] (устар. Кириэпэстээх)[4] (пр)
- 62 км: Тойон-Уялахтан-Тардар[14][15] (устар. Тойон-Уйалаахтан-Тардар)[4] (лв)

## Данные водного реестра
По данным Государственного водного реестра:
- бассейновый округ — Ленский
- речной бассейн — Яна
- речной подбассейн — Яна до впадения Адычи
- водохозяйственный участок — Яна от истока до впадения р. Адыча
- код водного объекта — 18040100112117700010643[4]